# Foiano della Chiana
Foiano della Chiana är en stad och kommun i provinsen Arezzo i regionen Toscana i Italien. Kommunen hade 9 528 invånare (2018) och gränsar till kommunerna  Castiglion Fiorentino, Cortona, Lucignano, Marciano della Chiana och Sinalunga.

## Frazioni
Kommunen omfattar följande frazioni:
Case Nuove, La Pace, Ponte al Ramo, Pozzo della Chiana, Renzino och Santa Luce.